# Pumpwerk Zollvereingraben

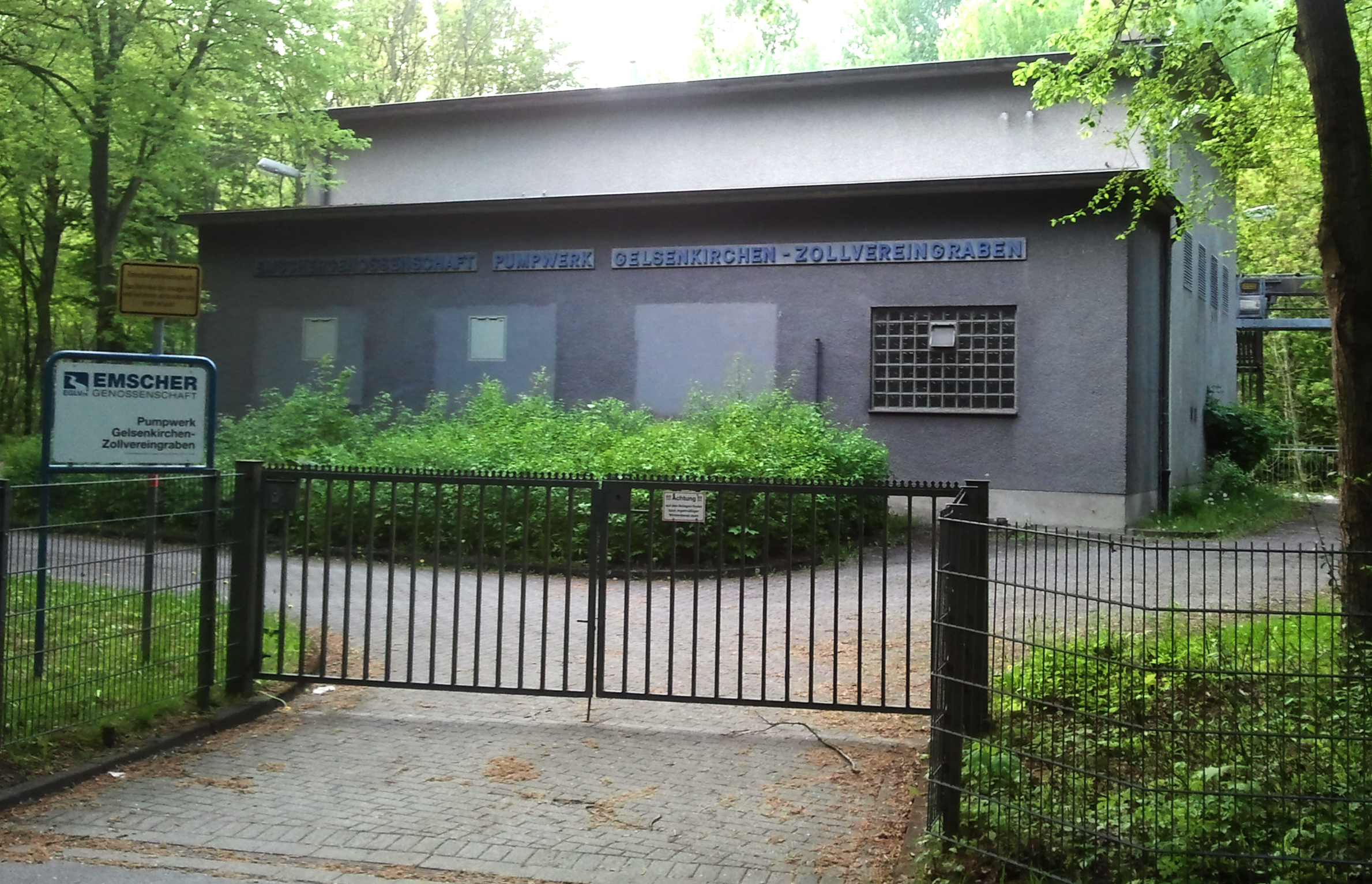
Pumpwerk Zollvereingraben

Das Pumpwerk Zollvereingraben ist ein 1968 in Betrieb genommenes Wasserbauwerk der Emschergenossenschaft in Gelsenkirchen.
Das Pumpwerk am südlichen Rand des Revierparks Nienhausen wurde aufgrund bergbaubedingter Senkungen benötigt. Die Menge der abgebauten Kohle und des tauben Gesteins des Grubenfeldes Zollverein betrug rund 300 Millionen Tonnen, dabei senkte sich das Gebiet unter Essen-Katernberg und Gelsenkirchen bis zu maximal 30 Metern ab. Aus diesem fast 500 Hektar großen Polder konnte das Grundwasser nicht mehr alleine abfließen.
Die fünf Pumpen können maximal 4.500 Liter in der Sekunde durch eine Druckleitung in den 500 Meter entfernten Schwarzbach heben. Von dort aus fließt das Wasser in die Emscher und weiter in den Rhein. 
Das Pumpwerk Zollvereingraben war bis Anfang 2011 Teil der Route der Industriekultur.